# Canonica d'Adda
Canonica d'Adda é uma comuna italiana da região da Lombardia, província de Bérgamo, com cerca de 3.685 habitantes. Estende-se por uma área de 3 km², tendo uma densidade populacional de 1228 hab/km². Faz fronteira com Brembate, Capriate San Gervasio, Fara Gera d'Adda, Pontirolo Nuovo, Vaprio d'Adda (MI).

## Demografia
| Variação demográfica do município entre 1861 e 2011                               |
|                                                                                   |
| Fonte: Istituto Nazionale di Statistica (ISTAT) - Elaboração gráfica da Wikipedia |